# Guerra russo-turca (1787-1792)
La guerra russo-turca dal 1787 al 1792 scoppiò indirettamente a causa dell'annessione della Crimea all'Impero russo. Dopo che l'Impero ottomano aveva intrapreso una guerra preventiva, il successo arrise decisamente alle potenze militari europee coinvolte.
Tuttavia la situazione internazionale – innanzitutto la dichiarazione di guerra da parte dell'Impero russo e l'alleanza dei prussiani con i turchi – impedì la realizzazione dell'ambizioso obiettivo della guerra, di annientare l'impero ottomano.

## Premesse

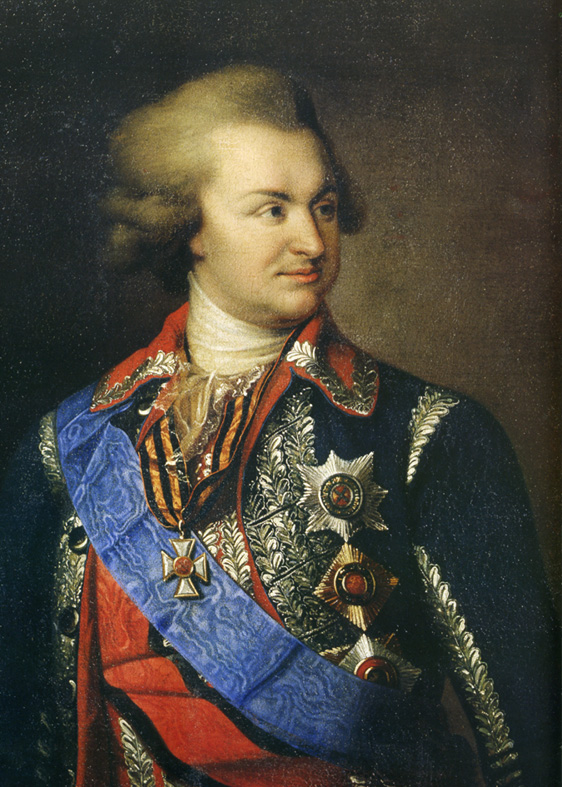
Grigorij Aleksandrovič Potëmkin

Dopo la conclusione della pace del 1774 fra Russia ed Impero ottomano, che poneva fine  alla guerra iniziata nel 1768, la Crimea fu posta come un Khanato indipendente sul quale il Sultano mantenne come califfo solo la sovranità religiosa.
L'Impero ottomano aveva in effetti perso la sua influenza sulla Crimea, senza che al suo posto fosse subentrata la Russia. Nel 1782 il nuovo favorito della zarina Caterina II di Russia, l'allora conte Grigorij Aleksandrovič Potëmkin, la convinse a far occupare la Crimea. A pretesto dell'impresa furono prese le liti che dilaniavano la famiglia del Khan.
L'azione fu condotta nel 1783 dallo stesso Potëmkin: la Russia appoggiava il Khan nei suoi contrasti con gli altri familiari e fu lui stesso a cedere alla zarina il khanato. L'impero ottomano era troppo debole per impegnarsi in una guerra ma contava soprattutto sull'intervento dell'Austria.
L'annessione fu ufficialmente proclamata l'8 gennaio 1784 e Potëmkin iniziò senza por tempo in mezzo la costruzione dei porti militari di Sebastopoli e di altre città. La stessa zarina, con la sua corte e i ministri plenipotenziari esteri, compì un fastoso viaggio fino in Crimea. Al viaggio partecipò anche, in incognito, l'imperatore Giuseppe II e i due monarchi prepararono in quell'occasione il progetto di un intervento bellico comune contro l'impero ottomano. La situazione internazionale pareva infatti favorevole poiché, dopo il decesso di Federico II di Prussia, non c'erano da attendersi intoppi.

## Gli scopi della guerra
I piani degli alleati prevedevano niente di meno che la cancellazione dell'Impero ottomano. Serbia, Bosnia ed Erzegovina dovevano cadere entro il dominio austriaco, mentre Bessarabia, Moldavia e Valacchia avrebbero dovuto formare uno Stato unitario.
Nella restante parte dell'Impero ottomano la Russia avrebbe avuto mano libera. In proposito furono formulati a San Pietroburgo piani per la ricostituzione di un Impero bizantino. A Costantinopoli questi piani tuttavia erano sicuramente noti. Contro gli indugi iniziali del sultano Abdul Hamid I si formò un partito favorevole alla guerra: questo ebbe successo e il 13 agosto 1787 l'impero ottomano dichiarò guerra alla Russia.

## Gli eventi bellici

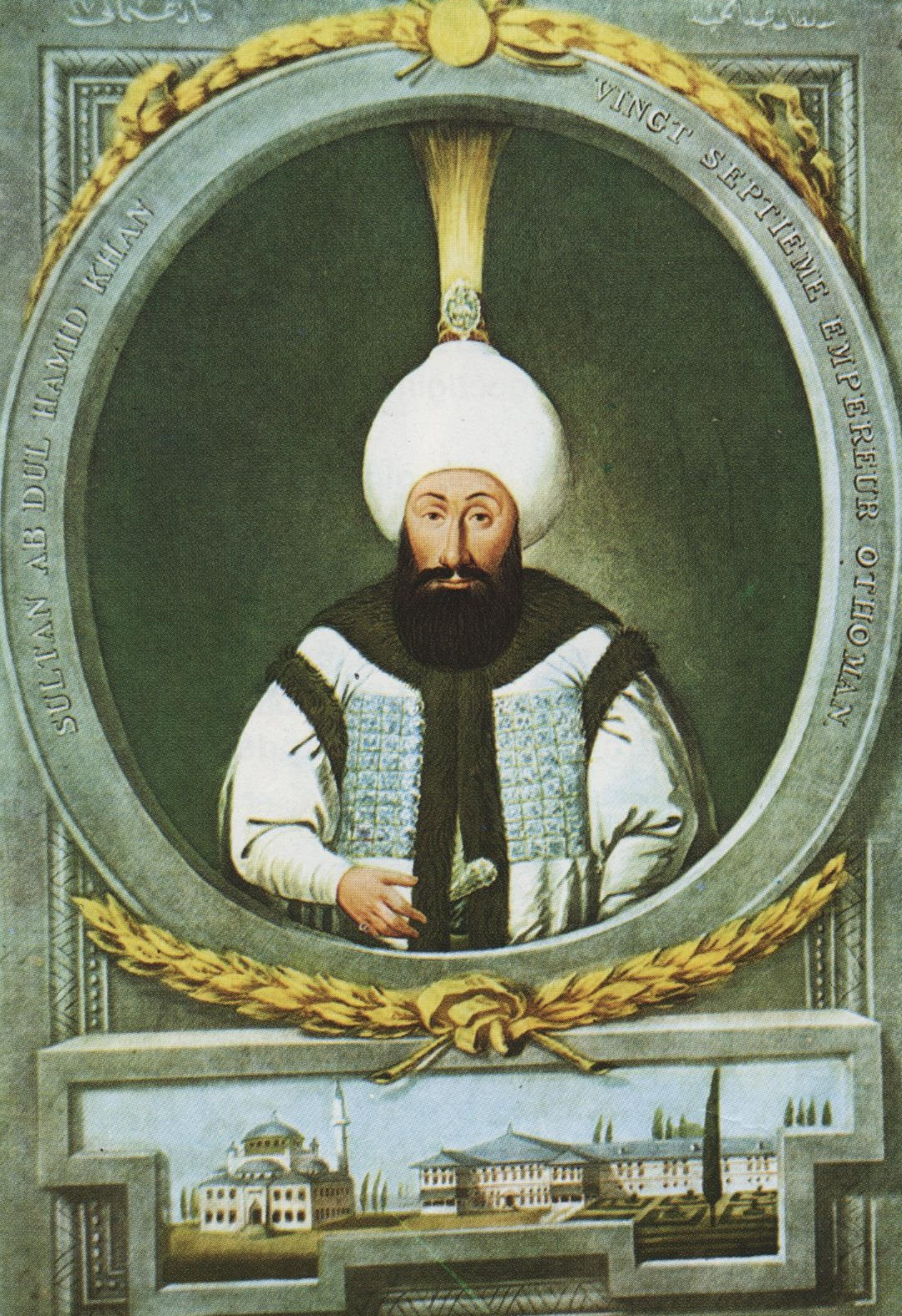
Il sultano Abdul Hamid I

All'inizio riuscì al comandante in capo russo Suvorov di aver ragione delle truppe turche. Tuttavia la flotta militare russa del Mar Nero fu messa fuori combattimento da una tempesta, dopo una serie di sconfitte. Nel febbraio 1788 entrò in guerra anche l'Austria, le cui truppe furono guidate inizialmente dallo stesso imperatore Giuseppe II, tuttavia esse non ottennero né in Serbia, né in Transilvania alcun successo significativo. È vero che la Russia riuscì nel giugno 1788 ad occupare la Moldavia e la sua flotta sconfisse quella turca nella battaglia di Limans (dal 17 al 23 giugno 1788), ma questi successi si rivelarono effimeri.
Nel nord Europa poi la situazione diplomatica della Russia cambiò inaspettatamente. Il re Gustavo III di Svezia cedette alle pressioni dell'Inghilterra e della Prussia in favore dell'Impero ottomano e dichiarò nel giugno 1788 guerra alla Russia. Le truppe svedesi minacciarono Kronstadt ma dovettero tuttavia ritirarsi nuovamente in patria a causa di disordini.
Nel teatro di guerra si verificò il congiungimento delle truppe austriache con quelle russe. Esse ottennero insieme, sotto il comando del Suvorov importanti vittorie ad agosto presso Focșani e in ottobre presso Rymnik. A dicembre cadde in mano russa dopo lungo assedio la fortezza di Očakov. Potëmkin occupò alcune città sul fiume Dnestr, inclusa la fortezza di Bender, marciò attraverso la Bessarabia e conquistò altre città sul Danubio. Belgrado si consegnò al feldmaresciallo austriaco Ernst Gideon von Laudon. I russi e gli austriaci occuparono congiuntamente Bucarest.
La guerra però si riaccese al nord, anche se l'armata svedese ottenne solo modesti risultati. Tuttavia la flotta russa fu sconfitta nel giugno 1790, il che costituì una minaccia per San Pietroburgo. La capitale russa fu salvata a quel punto dalla dichiarazione di guerra contro la Svezia da parte della Danimarca. Nell'agosto 1790 fu sottoscritto fra russi e svedesi un trattato di pace che non comportava alcun cambiamento territoriale.

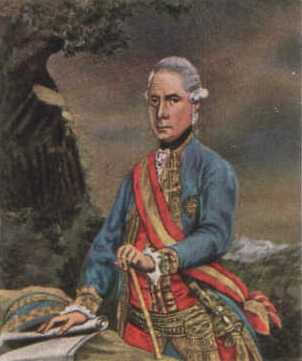
Il feldmaresciallo Ernst Gideon von Laudon

Tuttavia il re di Prussia Federico Guglielmo II aveva già deciso fin dal gennaio un'alleanza offensiva con il sultano. Lo scopo principale della Prussia era quello di distogliere l'Austria dalla guerra e quindi dall'alleanza con la Russia. Dopo la morte dell'imperatore Giuseppe II, avvenuta il 19 febbraio 1790, il suo successore Leopoldo II cedette alle pressioni prussiane.
Perciò si giunse il 4 agosto 1791 ad una pace separata a Sistova fra l'Impero ottomano e l'Austria: quest'ultima dovette restituire al primo la città di Belgrado e le fu riconosciuta solo una piccola striscia di territorio nel nord della Bosnia. In Russia il ritiro dell'Austria fu percepito come un rinnovato tradimento dopo l'analogo ritiro nella guerra russo-turca del 1735-1739.
I russi proseguirono però nella loro offensiva. A Suvorov riuscì la conquista dell'importante fortezza di Izmaïl sul delta del Danubio, che era stata costruita dal famoso ingegnere militare francese Vauban e ritenuta imprendibile.
Nel giugno 1791 i russi attraversarono il Danubio e batterono i turchi ancora varie volte. Il sultano regnante Selim III iniziò quindi a mostrare segni di voler la pace, e contro il volere del principe Potëmkin, Caterina II decise di accettare. Morto Potëmkin, la guerra terminò con il Trattato di Iași che riconosceva alla Russia l'annessione del khanato di Crimea del 1793 e la fondazione nel 1794 della città fortificata e base navale di Sebastopoli da parte del principe Grigorij Potëmkin. La Russia ottenne inoltre la fortezza di Očakov, situata sulla riva destra della foce del Dnepr (circa 90 km ad ovest di Cherson), già militarmente occupata quasi due anni prima, e il litorale del Mar Nero fra il fiume Bug Meridionale e la foce del Dnestr. La frontiera caucasica fra i due imperi rimase segnata dal fiume Kuban'. La struttura di difesa costruita nel 1781 da ingegneri francesi per conto dell'impero ottomano nella città di Anapa come fortezza di confine, che era stata occupata dalle truppe russe, fu restituita ai turchi.

## Effetti sull'impero ottomano
La guerra aveva nuovamente messo in evidenza l'inferiorità del sistema politico e militare dell'Impero ottomano. Questo spinse il sultano Selim III a prendere provvedimenti drastici per migliorare l'amministrazione statale dando luogo ad una riforma delle forze armate e fece armare nuove unità strutturate sul modello degli eserciti europei.
Questo cosiddetto Nuovo Ordine condusse ad un maggior carico fiscale. Inoltre le tradizionali unità di giannizzeri si sentirono trascurate. Tutto ciò provocò una pesante crisi negli anni 1807 e 1808. Con la istituzione di ambasciate permanenti presso le capitali Londra e Vienna (1794), Parigi (1795) e Berlino (1796) l'Impero si allineò anche formalmente al sistema di stati europei.